# Monty Python
I Monty Python sono stati un gruppo comico britannico, attivo principalmente dal 1969 al 1983 e costituito da Graham Chapman, John Cleese, Terry Gilliam, Eric Idle, Terry Jones e Michael Palin.
I membri dei Monty Python hanno avuto un'istruzione di alto livello (laureati a Oxford o Cambridge, tranne Gilliam, laureato negli Stati Uniti) e la loro commedia è spesso acutamente intellettuale, con uso innovativo di tecniche classiche, autoreferenze e numerosi riferimenti culturali. Sono stati autori e protagonisti dei film Monty Python e il Sacro Graal, Brian di Nazareth e Monty Python - Il senso della vita. Quest'ultimo vinse il Gran Premio della Giuria al Festival di Cannes nel 1983. I Monty Python sono, inoltre, autori ed interpreti del Monty Python's Flying Circus (Il circo volante dei Monty Python), l'innovativa e fortunata serie comica trasmessa dalla BBC tra il 1969 e il 1974, che fu il loro trampolino di lancio.

## Storia
La compagnia teatrale Footlights dell'Università di Cambridge fu il luogo di incontro dei giovani Cleese, Chapman e Idle. Nelle compagnie dell'Università di Oxford, invece, si incontrarono Jones e Palin. Durante gli anni dell'università, i cinque attori scrissero e recitarono vari sketch comici e presero in considerazione la possibilità di farne la loro effettiva professione. Successivamente, Cleese conobbe Gilliam mentre recitava a New York.
I sei comici cominciarono a scrivere e recitare separatamente in svariati programmi televisivi e radiofonici, tra cui:
- I'm Sorry, I'll Read that Again (Scusate, lo rileggo) (radio) (Cleese et al.) (1964-1973)
- The Frost Report (Il rapporto Frost) (Chapman, Cleese, Jones, Palin, Idle et al.) (1966-67)
- At Last the 1948 Show (Finalmente il programma del 1948) (Chapman, Cleese, Idle et al.) (1967)
- Twice a Fortnight (Due volte la quattordicina) (Jones, Palin et al.) (1967)
- We Have Ways of Making You Laugh (Conosciamo metodi per farvi ridere) (Gilliam, Idle et al.) (1968)
- How to Irritate People (Come irritare la gente) (Chapman, Cleese, Palin) (1968)
- Do Not Adjust Your Set (Non regolate il vostro televisore) (Gilliam, Idle, Jones, Palin) (1968-69)
- The Complete and Utter History of Britain (L'Assoluta e Completa Storia della Gran Bretagna) (Jones, Palin) (1969)

Ciò che accomunava i sei era l'opporsi all'ottusità delle convenzioni comiche dell'epoca: alcuni loro sketch venivano scartati perché ritenuti poco convenzionali, altri sketch venivano stravolti dagli attori che li recitavano.

### Monty Python's Flying Circus(1969-1974)
Nel 1969 la BBC propose a Cleese, che lavorava in coppia con Chapman ed era ormai un comico affermato, la realizzazione di un nuovo programma. Poiché Chapman soffriva di alcolismo e rischiava di essere inaffidabile, Cleese decise di allargare la squadra e contattò Palin, con cui aveva già lavorato in precedenza. Quest'ultimo, che scriveva in coppia con Jones, propose di inserire nel gruppo anche quest'ultimo, nonché i colleghi Idle e Gilliam, completando il sestetto. Il programma era stato proposto per la BBC dal comico Barry Took e il titolo iniziale completo era Baron Von Took's Flying Circus. Flying Circus era il nomignolo assegnato dagli inglesi alle pattuglie volanti tedesche della Prima guerra mondiale, perché erano tendenzialmente dipinte con colori sgargianti. La BBC, nella fase di approvazione del programma, continuò a riferirsi ad esso come Flying Circus e chiese al gruppo di mantenere queste parole nel titolo per non dover correggere tutte le comunicazioni interne già scritte. Vari possessivi furono proposti all'interno del gruppo per completare il nome del programma, e stava per essere scelto Gwen Dibley's, da un nome preso a caso dall'elenco telefonico, ma alla fine venne scelto Monty Python's, in quanto ritenuto più divertente. Monty era il nomignolo del generale Bernard Law Montgomery, vincitore della battaglia di El Alamein nella Seconda guerra mondiale, ma nella visione del gruppo "Monty Python" evocava il tipico agente dello spettacolo senza scrupoli. Python è il termine inglese per riferirsi al serpente pitone. Il programma televisivo sfidò tutte le convenzioni comiche dell'epoca, sia in termini di stile che di contenuti, e l'influenza che il Monty Python's Flying Circus esercitò - e continua tutt'oggi a esercitare - fu tale, che secondo alcuni esso rappresenta per la commedia quello che i Beatles furono per la musica. Il programma ebbe un tale successo che i sei da allora furono conosciuti come i Monty Python. Cleese abbandonò la serie alla fine della terza stagione, accusando una ripetitività dei contenuti, e la stagione conclusiva, composta da soli sei episodi, fu interpretata solamente dai cinque membri rimanenti.

### I film (1971-1983)
Nel 1971 una selezione di episodi della prima e della seconda serie del Flying Circus venne rigirata su pellicola e raccolta nel lungometraggio E ora qualcosa di completamente diverso. Il regista era lo stesso della serie, Ian McNaughton. Questo film, per anni, fu il solo mezzo in Italia per conoscere la prima produzione dei Monty Python. Nelle proiezioni di prova i Python si resero conto che, in mancanza di una trama di fondo, il pubblico smetteva di ridere dopo i primi 50 minuti, indipendentemente dall'ordine in cui venivano montati gli sketch.
Nel 1975 i Python, compreso Cleese, decisero di girare un film non composto da episodi, bensì con una trama unica: Monty Python e il Sacro Graal. Il film ebbe un gran successo nonostante il bassissimo costo di produzione e questo spinse il gruppo a realizzarne un altro. In Italia, però, il doppiaggio ne stravolse il senso in numerosi punti.
Il terzo film fu Brian di Nazareth (1979), che racconta la vita di uno sfortunato abitante della Galilea, contemporaneo di Gesù. Il film ebbe un enorme successo di critica e di pubblico, ma fu anche seguito da una serie di polemiche causate dall'uso della satira in un contesto religioso, in particolare sulla figura del Messia. In Italia uscì solo nel 1991.
Per il loro ultimo film i Python si trovarono in difficoltà nel trovare una trama, quindi scrissero una serie di episodi legati alla ricerca del senso della vita. Il film Monty Python - Il senso della vita (1983) vinse il Gran Premio della Giuria al Festival di Cannes.

### I ricongiungimenti del gruppo
Sebbene non ci sia mai stato uno scioglimento ufficiale del gruppo, nel 1989 la morte prematura di Graham Chapman sembrò segnare la fine definitiva delle produzioni, sebbene gli attori abbiano continuato a collaborare tra loro in vari progetti come Le avventure del barone di Münchausen diretto da Terry Gilliam e in cui recita Eric Idle, o Un pesce di nome Wanda con John Cleese (che ne è anche sceneggiatore) e Michael Palin. Ogni membro ha poi continuato la propria carriera individualmente, portando avanti vari progetti cinematografici o televisivi.
Il 9 ottobre 1999, per commemorare il 30º anniversario della prima puntata del Flying Circus, ci fu una riunione del gruppo ad Aspen, in Colorado. Nel 2009 il canale BBC 2 dedicò una serata al 40º anniversario con diversi programmi, tra cui un documentario che ripercorreva la storia del gruppo, inframezzati da nuovi sketch girati per l'occasione. Cleese, in un'intervista per pubblicizzare l'uscita in DVD de Il senso della vita, disse che un ulteriore ricongiungimento era improbabile, mentre Palin affermò che a suo parere la mancanza di Chapman avrebbe pesato troppo su qualunque cosa avessero creato come gruppo. Nonostante ciò, la stampa ha spesso presentato i film in cui apparisse più di un membro dei Python come un nuovo film dei Monty Python, come accadde per Il vento nei salici (1996), di Jones con Palin, Idle e Cleese, e per il progetto Un'occasione da Dio (2015), di Jones con Palin, Cleese e Gilliam, sebbene per entrambi i film l'autore fosse il solo Jones.
Nel 2002 Palin, Idle, Jones e Gilliam comparvero assieme in occasione del Concert for George, il concerto-tributo a George Harrison, con altri attori, tra i quali Tom Hanks. In quella occasione eseguirono due canzoni: Sit on My Face e The Lumberjack Song. Nel 2012 uscì un altro film, che coinvolse cinque dei Python, compreso Chapman. Si trattò di una riduzione del suo libro A liar's autobiography per la regia di Bill Jones, Ben Timlett e Jeff Simpson. Ogni capitolo del libro venne animato in 3D secondo uno stile diverso, con le voci di Chapman (da una lettura fatta poco prima della morte) e di Cleese, Jones, Palin e Gilliam.
Nel novembre 2013, i Monty Python annunciarono la produzione di uno spettacolo come gruppo, dopo trent'anni dal loro ultimo lavoro insieme. Lo spettacolo, proiettato in diretta nelle sale italiane il 20 luglio 2014, era un insieme di sketch classici e numeri di ballo. I biglietti della prima, avvenuta nel luglio 2014 nell'O2 Arena di Londra, andarono esauriti in 43.5 secondi.

## Caratteristiche della loro comicità
Diversi sono stati gli aspetti che hanno distinto i Monty Python dalla produzione comica precedente e che sono stati assimilati da comici successivi:
- assenza di personalità di spicco: fu John Cleese a richiedere che i nomi di tutti apparissero sempre in semplice ordine alfabetico, per prevenire i classici tentativi di emergere come "primadonna" e per poter seguire un sistema democratico di giudizio sul materiale;
- assenza di battuta finale (punch line): i Python, come altri comici, producevano una grande quantità di ottimo materiale, che provocava risate fin dall'inizio ma che in genere non veniva rappresentato perché non si riusciva a trovare l'obbligatoria battuta finale; grazie alla tecnica del flusso di coscienza, anche il materiale che da anni tenevano nel cassetto poté essere usato liberamente; nei rarissimi casi in cui la "battuta finale" era presente (come nel caso dello sketch sulle posate mal lavate al ristorante), essa era talmente, e volutamente, scialba rispetto al resto dello sketch da risultare comunque ridicola;
- flusso di coscienza: in realtà Spike Milligan lo usò già nel suo programma Q, andato in onda mentre i Python stavano girando i primi episodi del Flying Circus;
- uso di tutte le tecniche comiche senza soluzione di continuità: molte delle loro trovate sono generalmente etichettate come demenziali; in realtà si tratta di miscele di tecniche del comico classiche, che hanno maggior efficacia sullo spettatore perché ognuna compare in un contesto comico imprevisto;
- uso di temi scomodi: grazie all'efficacia comica con cui venivano presentati, anche i temi più irriverenti, volgari e di cattivo gusto poterono essere sfruttati; le reazioni suscitate potevano essere di due tipi: indignazione (di chi sosteneva che non avrebbero dovuto essere comunque usati) o ammirazione (da parte di chi, invece, ne riconosceva l'uso non gratuito); la prima reazione era spesso rappresentata dagli stessi Python in ulteriori gag;
- autoreferenza: probabilmente stimolati anche dall'uso della tecnica del flusso di coscienza, che poteva risolversi nel passaggio da uno sketch ad un altro che conteneva il precedente, i Python fecero un amplissimo uso di gag basate su contenuto e contenitore, metatelevisive, metateatrali, metanarrative, ecc.
- uso di figure letterarie, filosofiche, ecc.: i Python costruirono riuscitissime gag su personaggi storici, a differenza della comicità commerciale che li considera sconosciuti allo "spettatore medio".

## La Python (Monty) Pictures Limited
I quattro membri sopravvissuti del gruppo principale dei Monty Python dirigono la Python (Monty) Pictures Limited, fondata nel 1973, che gestisce le attività risultanti dai loro precedenti lavori, come i diritti d'autore. Nelle informative ai clienti, la società descrive le sue attività come "sfruttamento delle produzioni cinematografiche e televisive". Al marzo 2002 il fatturato annuo della società era di 3,3 milioni di Sterline.
Una delle forze trainanti dietro ai Pythons alla fine degli anni settanta fu George Harrison, che non solo finanziò e apparve in Brian di Nazareth, ma produsse diverse delle loro canzoni di quel periodo, compreso il singolo The Lumberjack Song.

## Collaboratori frequenti
Due collaboratori frequenti dei Monty Python, talvolta definiti dalla stampa come "settimo componente dei Monty Python" sono:
- Neil Innes, nato nel 9 dicembre del 1944 a Danbury, Essex. Apparve in alcuni sketch, in alcuni film e anche in Monty Python Live at the Hollywood Bowl, dove suona alcune sue canzoni. Innes è soprannominato "The Seventh Python" (Il settimo Python) anche dagli stessi membri del gruppo.
- Carol Cleveland, nata nel 13 gennaio del 1942 a Londra. Fu la più importante collaboratrice femminile del gruppo; originalmente doveva apparire solo nei primi cinque episodi del Monty Python's Flying Circus, ma in seguito comparve in due terzi della serie e in tutti i film. Spesso impersonava lo stereotipo della bionda sexy, essendo oggettivamente bella e formosa, guadagnandosi il soprannome di "Carol Cleavage" (Carol Scollatura).

## Influenze
La generazione alla quale appartengono i membri dei Monty Python è cresciuta seguendo la trasmissione radiofonica The Goon Show (1951-1960, di e con Spike Milligan, Harry Secombe, Peter Sellers), il cui caratteristico umorismo dirompente (carico di satira, situazioni assurde, suoni bizzarri) verrà ripreso da tanti comici dei decenni successivi. A sua volta, questo stile trova predecessori illustri in Hellzapoppin', nei Fratelli Marx, nel Vaudeville, nei lavori di Lewis Carroll.
Parallelamente il teatro di ricerca del dopoguerra consacrò a livello intellettuale, con alcuni famosi lavori del Teatro dell'assurdo, un tipo di comicità simile, che esulava dalle regole classiche, prima tra tutte la plausibilità.
- Negli Stati Uniti, dove la lingua non costituiva una barriera, l'umorismo dei Python fece rapidamente breccia, diventando "di culto", soprattutto grazie agli LP acquistati nel Regno Unito. Venne rapidamente assimilato dalla nuova generazione di comici che apparivano nel Saturday Night Live e influenzò il cinema hollywoodiano, come è evidente soprattutto nei film del trio Zucker-Abrahams-Zucker.[senza fonte] Le serie I Simpson[12] e South Park[13] rendono omaggio apertamente ai Monty Python.
- Il nome del linguaggio di programmazione Python è un omaggio ai Monty Python[14].
- Il termine spamming o spam (invio di grandi quantità di messaggi elettronici non richiesti, generalmente commerciali) trae origine dallo sketch comico Spam.
- Nel 1990, durante una conferenza del Partito Conservatore britannico, la leader del partito Margaret Thatcher improvvisò il famoso sketch del "pappagallo morto" per prendersi gioco del simbolo che i liberal-democratici avevano da poco scelto come emblema del proprio partito (un uccello stilizzato, rappresentante la libertà). Concluse lo scherzo citando il titolo del film dei Monty Python che lo conteneva: "And now for something completely different".
- Sei asteroidi, scoperti nel 1993, portano i nomi dei componenti dei Monty Python: 9617 Grahamchapman, 9618 Johncleese, 9619 Terrygilliam, 9620 Ericidle, 9621 Michaelpalin e 9622 Terryjones.
- Nell'episodio Tampone nero (Black Blotter) della quinta stagione della serie televisiva Fringe del 2012, viene omaggiato lo stile inconfondibile dei cartoni animati di Terry Gilliam, utilizzati all'interno del Monty Python Flying Circus, attraverso un'allucinazione psichedelica di Walter Bishop, in forma appunto di cartone animato.[15][16]

## Televisione

### Serie televisive
- 1969-1974 - Monty Python's Flying Circus
- 1972 - Monty Python's Fliegender Zirkus
- 2006 - Monty Python's Personal Best

### Speciali
- 1989 - Parrot Sketch Not Included - 20 Years of Monty Python
- 1998 - Monty Python Live at Aspen
- 1999 - Python Night - 30 Years of Monty Python
- 2009 - Monty Python: Almost the Truth (The Lawyers Cut), documentario.

## Filmografia

### Monty Python
- 1971 - E ora qualcosa di completamente diverso (And Now For Something Completely Different)
- 1975 - Monty Python e il Sacro Graal (Monty Python and the Holy Grail)
- 1979 - Brian di Nazareth (Life of Brian)
- 1983 - Monty Python - Il senso della vita (The Meaning of Life)

### Post-Monty Python
Alcuni componenti dei Monty Python compaiono assieme in altre pellicole.
- 1977 - Jabberwocky: Michael Palin (attore), Terry Gilliam (regia, attore) e Terry Jones (attore)
- 1978 - All You Need Is Cash: Eric Idle (attore, regista, soggettista, sceneggiatore), Michael Palin (attore)
- 1981 - I banditi del tempo (Time Bandits): John Cleese (attore), Michael Palin (attore, soggettista, sceneggiatore), Terry Gilliam (regista, soggettista, sceneggiatore, produttore)
- 1983 - Barbagialla, il terrore dei sette mari e mezzo (Yellowbeard): Graham Chapman (attore, sceneggiatore), Eric Idle (attore), John Cleese (attore)
- 1985 - Brazil: Michael Palin (attore) e Terry Gilliam (regista, soggettista, sceneggiatore)
- 1988 - Le avventure del barone di Münchausen (The Adventures of Baron Munchausen): Eric Idle (attore) e Terry Gilliam (attore, regia)
- 1988 - Un pesce di nome Wanda (A Fish Called Wanda): John Cleese (attore, sceneggiatore) e Michael Palin (attore)
- 1989 - Erik il Vikingo (Erik the Viking): Terry Jones (regista, attore), John Cleese (attore)
- 1993 - Duca si nasce (Splitting Heirs): Eric Idle (attore, sceneggiatore), John Cleese (attore)
- 1996 - Il vento nei salici (The Wind in the Willows): Terry Jones (regista, attore), Michael Palin, Eric Idle, John Cleese (attori)
- 1997 - Creature selvagge (Fierce Creatures): John Cleese (attore) e Michael Palin (attore)

### Inediti
- Monty Python's Fliegender Zirkus: Due speciali di 45 minuti fatti per la televisione tedesca WDR. Vennero girati interamente su pellicola, le riprese furono effettuate in Baviera e in tedesco, anche se il secondo episodio fu registrato in inglese e doppiato successivamente. Parte del materiale era una rielaborazione di At Last the 1948 Show. Estratti da questi speciali vennero usati come riempitivo durante le esibizioni dal vivo. A un certo punto il gruppo considerò la possibilità di montare assieme i due show e doppiarli completamente in inglese, per distribuire un film da 90 minuti[senza fonte], ma non se ne fece nulla.

## Spettacoli dal vivo
I Monty Python si sono esibiti in numerosi spettacoli dal vivo e tournée. I seguenti vennero registrati e pubblicati.
- Monty Python Live at the Hollywood Bowl
- Monty Python Live at Drury Lane: pubblicato anche in disco.
- Monty Python Live at Aspen
- Monty Python Live (mostly)

## Musical
- Spamalot (realizzato dal solo Eric Idle, ma fortemente ispirato dal film Monty Python e il Sacro Graal)

## Oratorio
- 2007 - Non è il messia (È un ragazzaccio) (Not the Messiah (He's a Very Naughty Boy)), un oratorio comico basato sul film Brian di Nazareth.

## Discografia

### Album
- 1970 - Monty Python's Flying Circus
- 1971 - Another Monty Python Record
- 1972 - Monty Python's Previous Record
- 1973 - The Monty Python Matching Tie and Handkerchief
- 1974 - Monty Python Live at Drury Lane
- 1975 - The Album of the Soundtrack of the Trailer of the Film of Monty Python and the Holy Grail
- 1976 - Monty Python Live at City Center
- 1977 - The Monty Python Instant Record Collection (edizione inglese)
- 1979 - Monty Python's Life of Brian
- 1980 - Monty Python's Contractual Obligation Album
- 1983 - Monty Python's The Meaning of Life
- 2006 - The Hastily Cobbled Together for a Fast Buck Album
- 2006 - Monty Python's Spamalot - Original Bradway Cast

### Raccolte
- 1988 - The Final Rip Off
- 1989 - Monty Python Sings
- 1994 - The Ultimate Monty Python Rip Off
- 1994 - The Instant Monty Python CD Collection

### Singoli
- 1980 - I Like Chinese
- 1983 - Galaxy Song
- 1991 - Always Look on the Bright Side of Life

## Libri
Libri pubblicati dai Monty Python.
- 1971 - Monty Python's Big Red Book
- 1973 - The Brand New Monty Python Bok (L'edizione tascabile venne pubblicata come Monty Python's Papperbok)
- 1977 - Monty Python and the Holy Grail (sceneggiatura originale con foto di Gilliam)
- 1979 - The Life of Brian of Nazareth/Montypythonscrapbook (sceneggiatura del film più del materiale extra)
- 1981 - The Complete Works of Shakespeare and Monty Python: Vol. 1 - Monty Python (una riedizione di Big Red Book e di Brand New Bok)
- 1983 - Monty Python's The Meaning of Life (Sceneggiatura del film più foto)
- The Monty Python Songbook
- 1989 - Monty Python: Just the Words (Trascrizione completa di tutte e 4 le serie televisive. Originariamente pubblicato in due volumi)

## Videogiochi
Diversi videogiochi, non direttamente correlati tra loro, sono basati sul gruppo comico:
- Monty Python's Flying Circus (1990) per diversi tipi di computer dell'epoca, ha per protagonista Mr. Gumby.
- Monty Python's Complete Waste of Time (1994) per Windows 3.1 e Mac, CD interattivo con contenuti vari
- Monty Python's Invasion from the Planet Skyron (1995) per CD-i
- Monty Python and The Quest for the Holy Grail (1996) per Windows 3.1, Windows 95 e Mac
- Monty Python's Meaning of Life (1997) per Windows
- Monty Python's Looney Bin (1998), raccolta di Complete Waste of Time e Quest for the Holy Grail
- Monty Python's Cow Tossing (2011) per Android, iPad, iPhone
- Monty Python's The Ministry of Silly Walks (2014) per vari dispositivi mobili